# Amto-Musa jezici
Amto-Musa jezici, nevelika papuanska jezična obitelj koja obuhvaća tek dva jezika koja se govore od nekoliko stotina ljudi u provinciji Sandaun na otoku Nova Gvineja, Papua Nova Gvineja. Jezici koje obuhvaća su amto s dva dijalekta i musa .

## Vanjske poveznice
- Amto-Musan (14th)
- Amto-Musan (15th)
- Tree for Amto-Musan[neaktivna poveznica]